# Xã Center, Quận Lyon, Kansas
Xã Center (tiếng Anh: Center Township) là một xã thuộc quận Lyon, tiểu bang Kansas, Hoa Kỳ. Năm 2010, dân số của xã này là 1.198 người.